# Гоголь в филателии

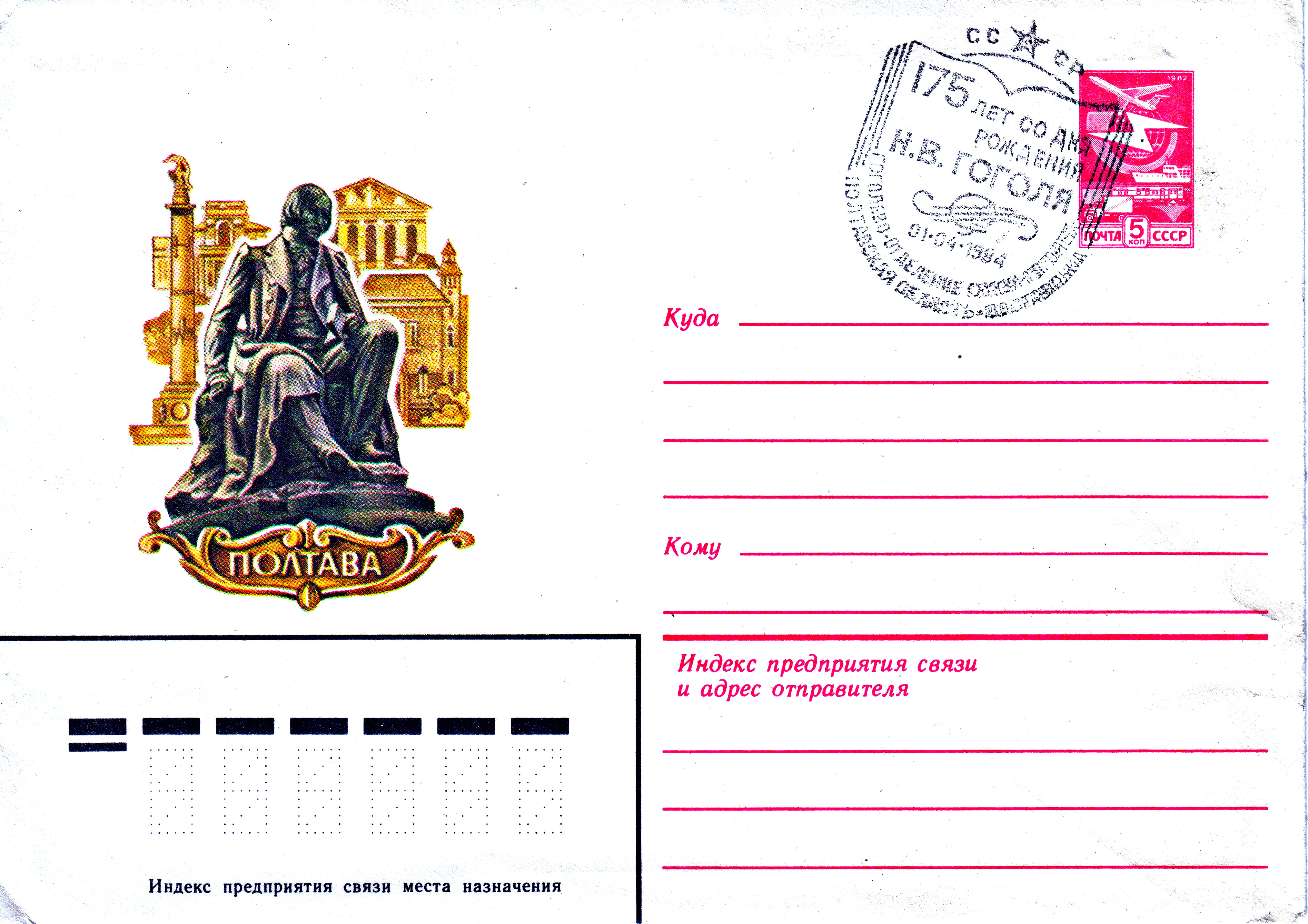
Художественный маркированный конверт СССР с изображением в Полтаве и юбилейным гашением «175 лет со дня рождения Н. В. Гоголя» (1 апреля 1984)

Тема «Го́голь в филатели́и» — совокупность знаков почтовой оплаты и штемпелей, посвящённых русскому писателю Николаю Васильевичу Гоголю (1809—1852) или связанных с ним. В память о Гоголе выходили почтовые марки и другие филателистические материалы в Советском Союзе, России, Украине и других странах.

## Выпуски по странам

### СССР

#### Почтовые марки
Первая серия из трёх марок (ЦФА [АО «Марка»] № 1674—1676), посвящённая Николаю Васильевичу Гоголю, была выпущена в СССР в марте 1952 года к столетию со дня смерти писателя. На первой марке помещён портрет Н. Гоголя по картине Фёдора Моллера и иллюстрация к повести «Тарас Бульба». На второй воспроизведён рисунок Б. Лебедева, на котором изображены Николай Гоголь и Виссарион Белинский. На третьей миниатюре Гоголь изображён с крестьянами, он внимательно слушает певца-лирника.
В 1959 году в СССР была выпущена серия из семи марок «Писатели нашей Родины», одна из миниатюр которой (ЦФА [АО «Марка»] № 2293) посвящена 150-летию со дня рождения Н. В. Гоголя. На марке изображён его портрет (по картине Ф. Моллера) и иллюстрация к комедии «Ревизор».

Почтовые марки СССР, посвящённые Н. В. Гоголю
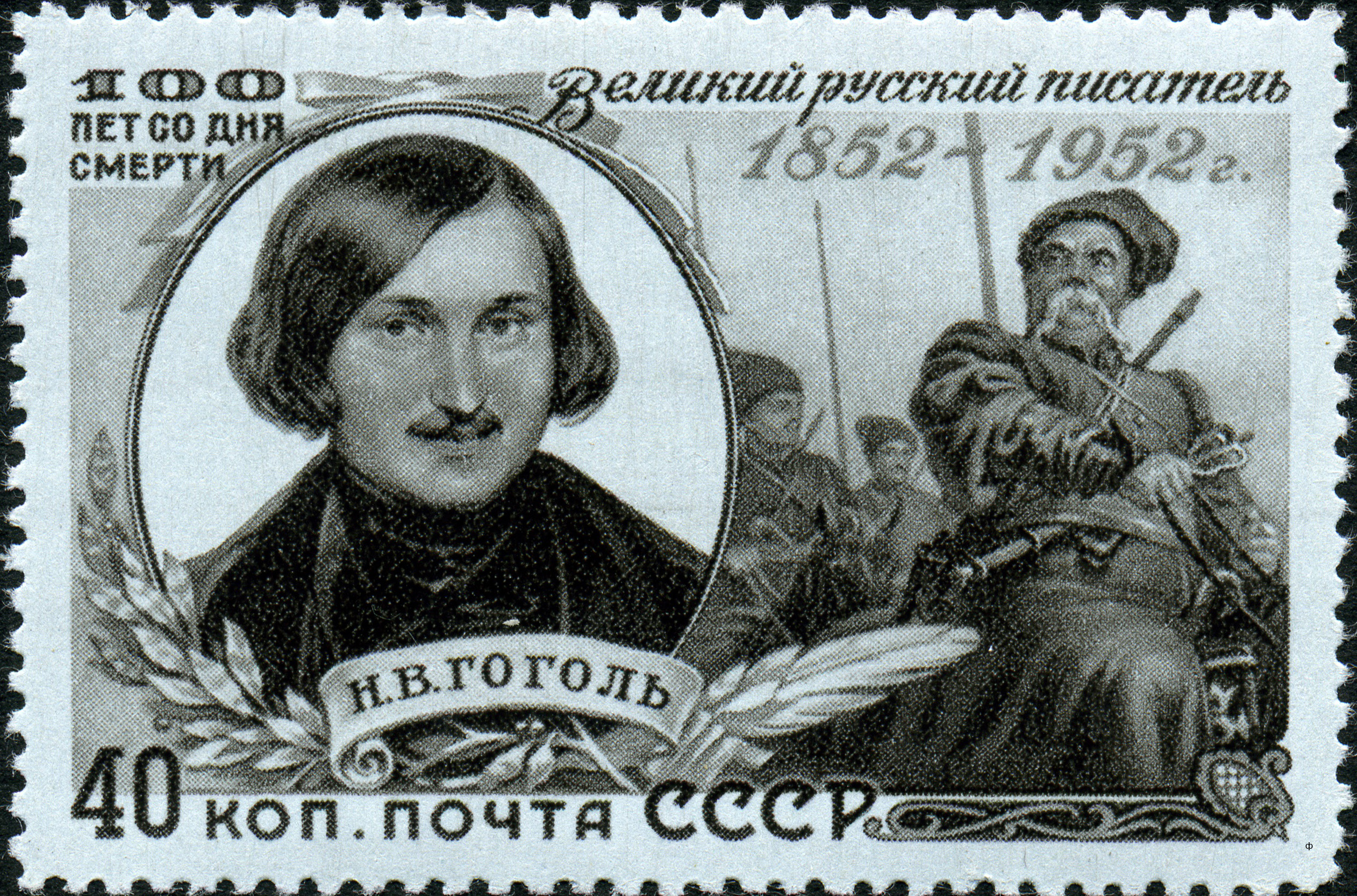
СССР (1952): 100-летие со дня смерти Н. В. Гоголя. «Тарас Бульба» (ЦФА [АО «Марка»] № 1674)
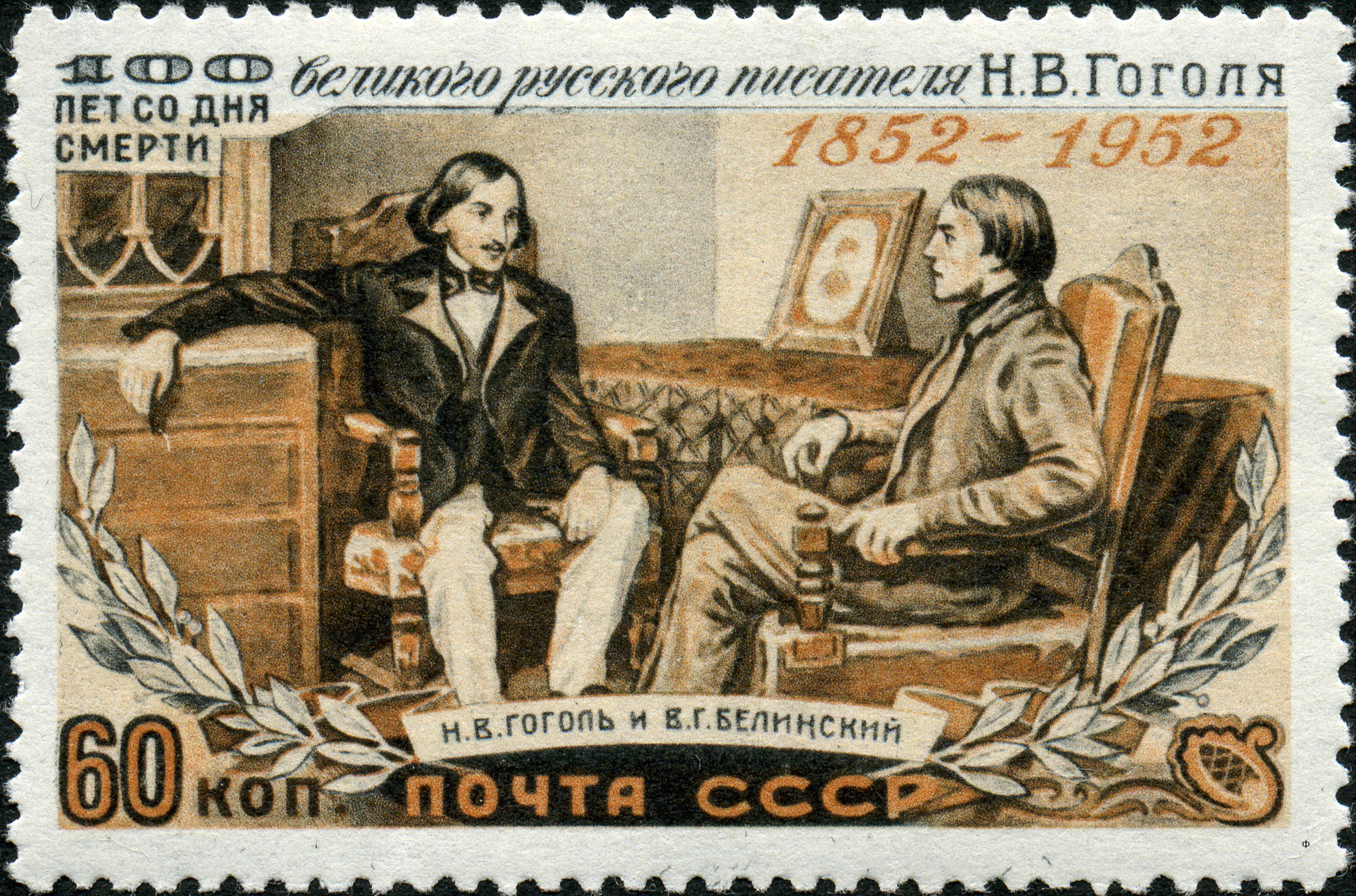
То же. Н. В. Гоголь и В. Г. Белинский
 (ЦФА [АО «Марка»] № 1675)
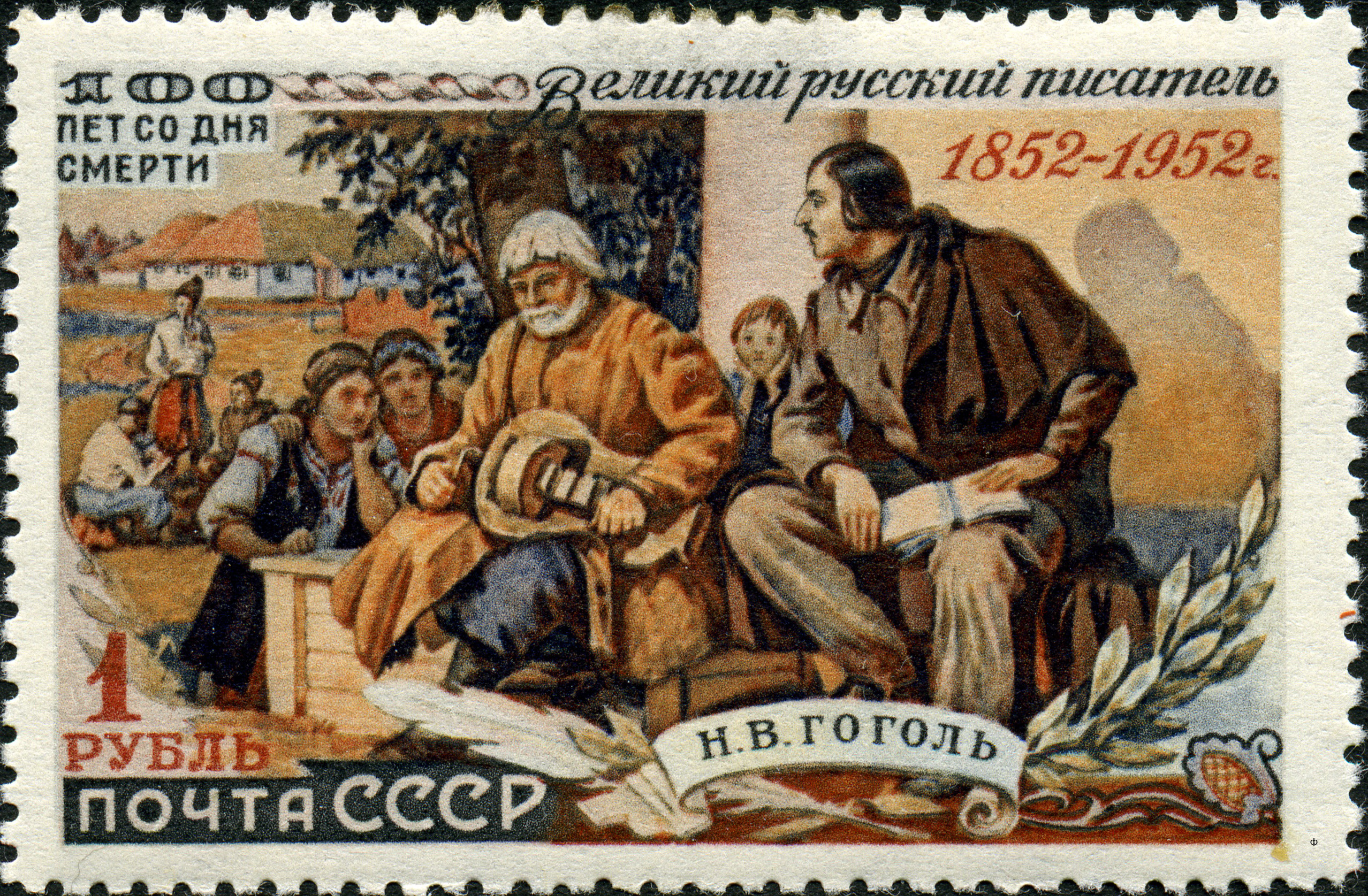
То же. Н. В. Гоголь с крестьянами (ЦФА [АО «Марка»] № 1676)
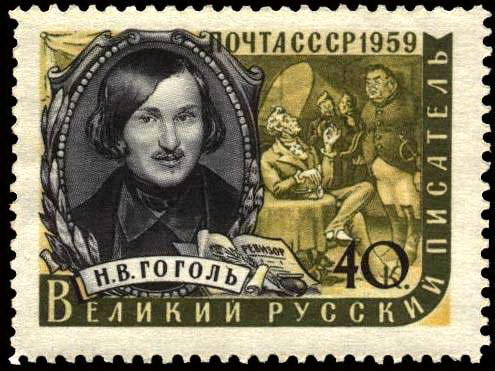
СССР (1959): 150-летие со дня рождения Н. В. Гоголя. Сцена из «Ревизора» (ЦФА [АО «Марка»] № 2293)

#### Спецгашения и конверты

Художественный маркированный конверт СССР с изображением памятника Гоголю в Харькове (1978)

Художественный маркированный конверт России с изображением памятника Гоголю в Москве (2009)

Помимо марок, в СССР проводились спецгашения, а также издавались художественные маркированные конверты (ХМК), посвящённые Н. В. Гоголю. Так, например, в 1959 году было организовано спецгашение в честь 150-летия со дня рождения Н. В. Гоголя. В апреле 1984 года спецгашение производилось в селе Гоголево Полтавской области, в ознаменование 175-летия со дня рождения писателя, а в апреле 1989 года гашение специальным почтовым штемпелем проводилось в посёлке Шишаки Полтавской области по случаю 180-летия писателя.
Первые ХМК, посвящённые Н. В. Гоголю, вышли в 1954 году. На них был изображён памятник Николаю Гоголю в Москве (скульптор Николай Томский, архитектор Лев Голубовский, 1952). Конверты с изображением этого памятника были выпущены также в 1955 и 1973 годах.
Помимо московского, в разные годы были выпущены конверты, посвящённые памятникам Гоголю в других городах. Так, например, в 1969 году был выпущен ХМК с изображением памятника Гоголю в Полтаве (скульптор Леонид Позен, архитектор В. Пасечный, 1915), в 1978 году — памятника Гоголю в Харькове (скульптор Борис Эдуардс, 1909). В 1977 и 1984 годах были изданы конверты, посвящённые музею Гоголя в селе Великие Сорочинцы Полтавской области, перед которым установлен памятник Гоголю работы Ильи Гинцбурга (1911).
В 1959, 1983 и 1989 годах выпускались ХМК с портретами писателя. Рисунок ХМК 1959 года был выполнен по портрету Гоголя работы Александра Иванова. На конверте 1989 года Гоголь изображён на фоне Зимней канавки в Санкт-Петербурге, рисунок выполнен по портрету Гоголя работы Фёдора Моллера.

### Россия
В апреле 2009 года, в честь 200-летия со дня рождения Гоголя, почта России выпустила два блока.
На первом блоке (ЦФА [АО «Марка»] № 1306) помещён портрет писателя работы Ф. А. Моллера, на полях — натюрморт, символизирующий творческую натуру писателя.
На втором блоке, состоящем из четырёх марок (ЦФА [АО «Марка»] № 1307—1310), представлены иллюстрации к произведениям «Ревизор» (1836), «Мёртвые души» (1842), «Шинель» (1842) и «Тарас Бульба» (1835). На полях блока помещён графический портрет писателя и процитированы слова В. Г. Белинского: «С Гоголя начался русский роман и русская повесть…»

### Украина

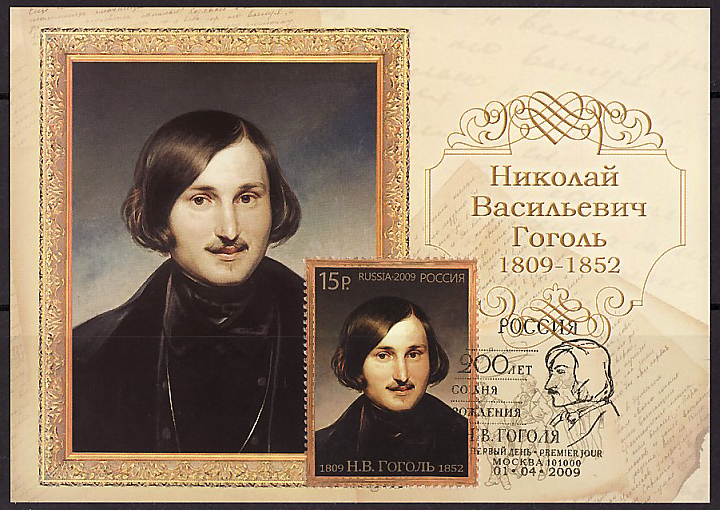
Картмаксимум «Николай Васильевич Гоголь. 1809—1852», Россия, 2009.
На почтовой карточке и на марке: портрет Н. В. Гоголя работы Ф. Моллера, 1840-е годы, Государственная Третьяковская галерея. Гашение первого дня: Москва, отделение связи 101000, 01.04.2009

Почта Украины, посвятила Николаю Гоголю два выпуска. В марте 2008 года была выпущена серия из двух почтовых марок, посвящённая 200-летию со дня рождения Николая Гоголя. На первой марке (Mi #949) изображён портрет писателя, на второй (Mi #950) — иллюстрация к повести «Тарас Бульба».
В апреле 2009 года был выпущен почтовый блок, состоящий из двух марок (Mi #988—989). На первой изображён портрет писателя, на второй — иллюстрация к повести «Ночь перед Рождеством».

Почтовые блоки и марки России и Украины, посвящённые Н. В. Гоголю
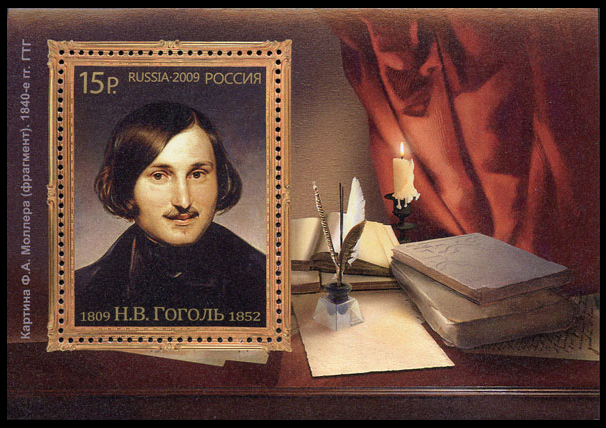
Россия (2009): почтовый блок к 200-летию со дня рождения Н. В. Гоголя (ЦФА [АО «Марка»] № 1306)
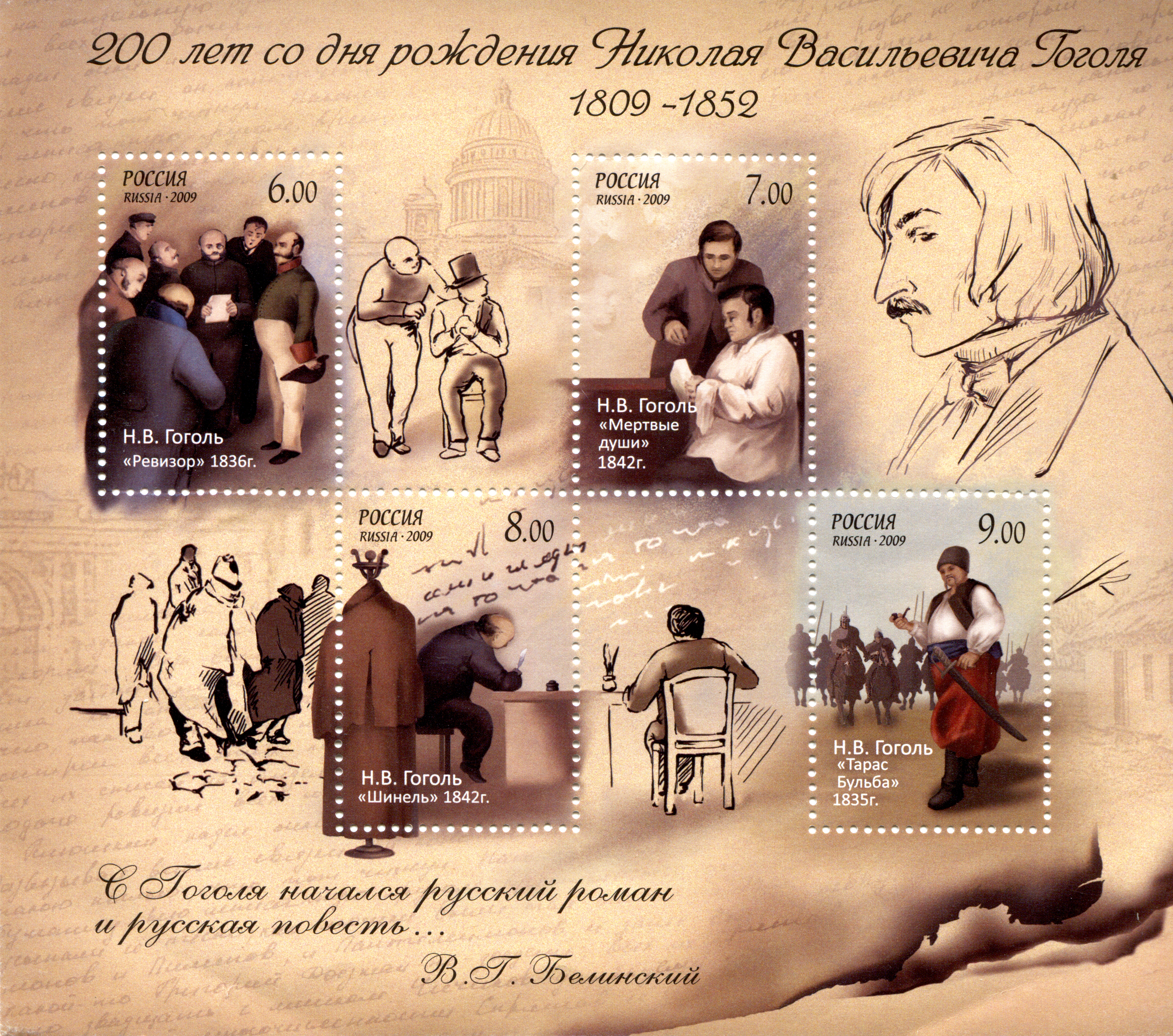
То же. Произведения Н. В. Гоголя (слева направо) «Ревизор», «Мёртвые души», «Шинель» и «Тарас Бульба» (ЦФА [АО «Марка»] № 1307—1310)
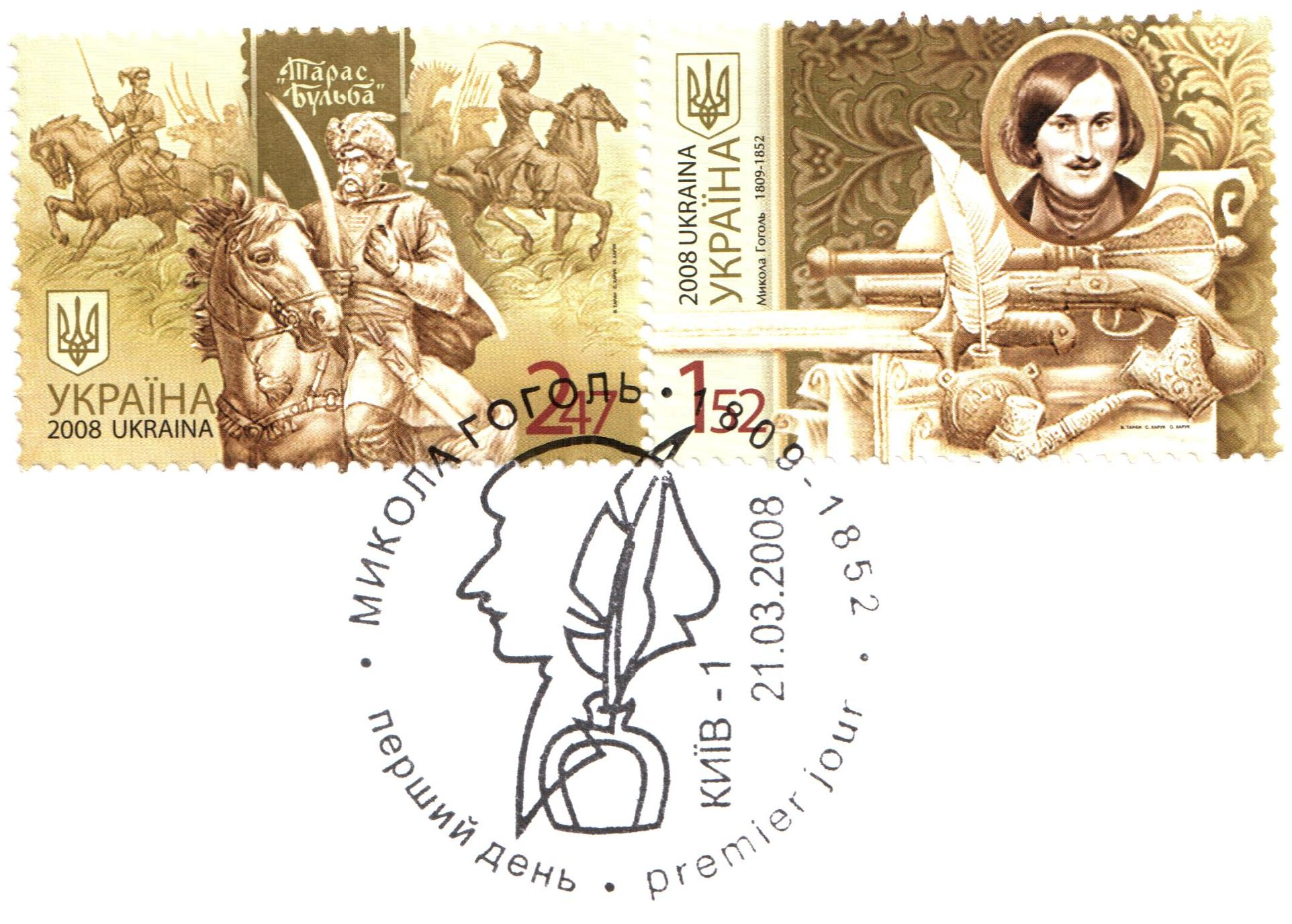
Украина (2008): почтовые марки (сцепка) и гашение к 200-летию со дня рождения Н. В. Гоголя (Mi #949—950). На левой марке — «Тарас Бульба»
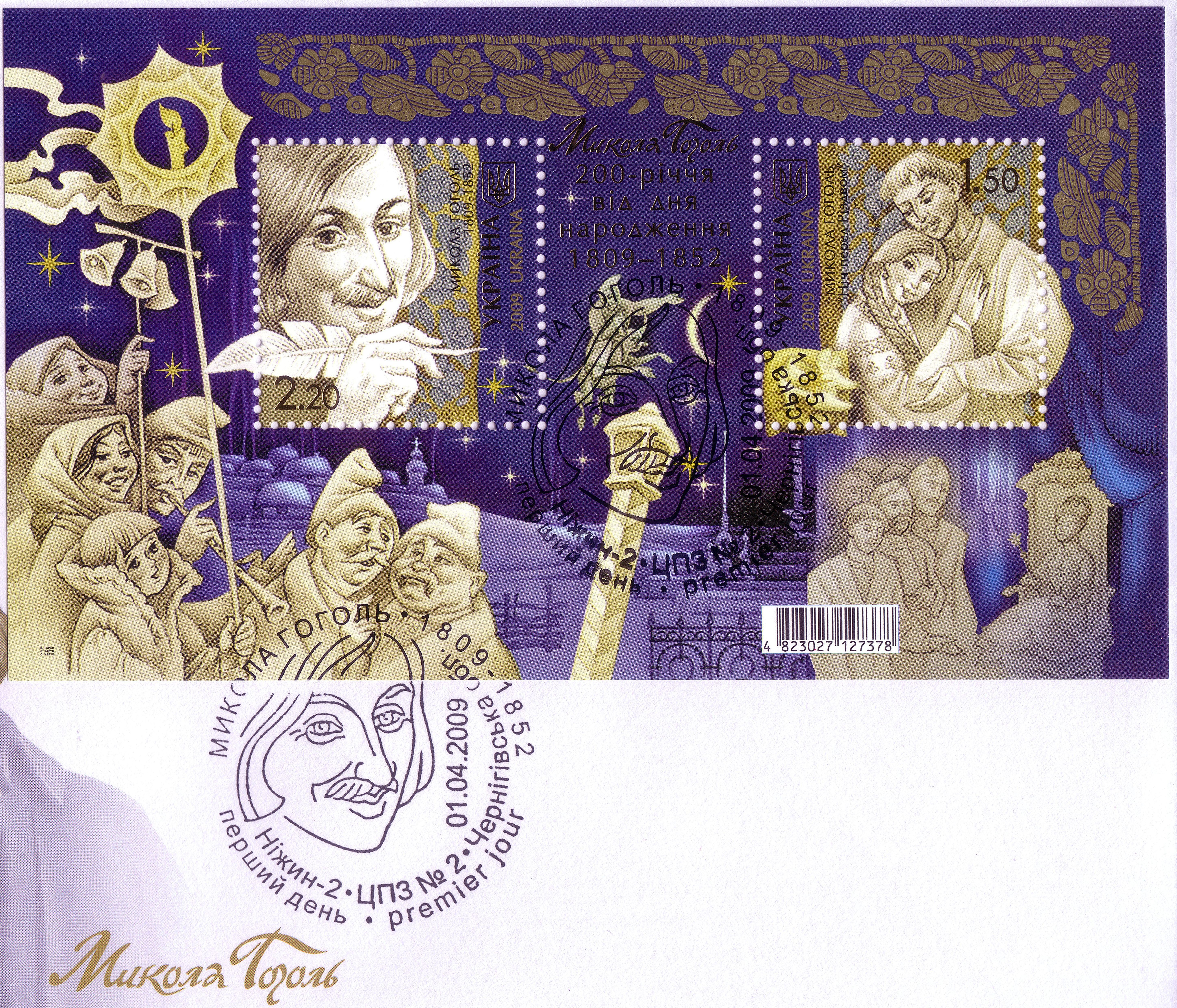
То же (2009): почтовый блок (Mi #988—989). На правой марке — «Ночь перед Рождеством»

### Другие страны
В декабре 1947 года к 50-летию  в Народного театра в Софии (болг. Народен театър «Иван Вазов») почта Болгарии выпустила серию из 11 марок, ка которых были изображены актёры театра — их портреты и характерные роли, в том числе по произведениям Н. В. Гоголя. Три марки номиналами в 50 стотинок, 2 и 15 + 7 левов посвящены актёрам, игравшим в пьесе «Ревизор»: Гено Кирову (1866—1944) в роли слуги Осипа (Mi #618; Sc #596), Ивану Попову (1865—1966) в роли городничего (Mi #620; Sc #598) и Василю Киркову (1870—1931) в роли Хлестакова (Mi #626; Sc #B24). На марке номиналом 9 + 5 левов изображён актёр Христо Ганчев (1877—1912) в роли Подколесина из пьесы «Женитьба» (Mi #624; Sc #B24).
В 1952 году столетие со дня смерти Н. В. Гоголя было отмечено, помимо советской, почтовыми администрациями других стран. Так, например, в июне марку, посвящённую Николаю Васильевичу, выпустила Польша (Sc #544).
Румыния посвятила писателю две марки (Sc #879—880), вышедшие в июле. На обеих марках помещён портрет Гоголя работы Ф. Моллера, кроме того, на первой марке помещена иллюстрация к повести «Тарас Бульба».
Почта ГДР в августе того же года выпустила серию из четырёх марок, посвящённую известным людям. Одна из марок (Mi #313) этой серии была посвящена Н. Гоголю.
В феврале 2009 года почта Болгарии выпустила четыре марки, посвящённые двухсотлетию со дня рождения известных людей мира, в том числе и Гоголю.

Почтовые марки других стран, посвящённые Н. В. Гоголю
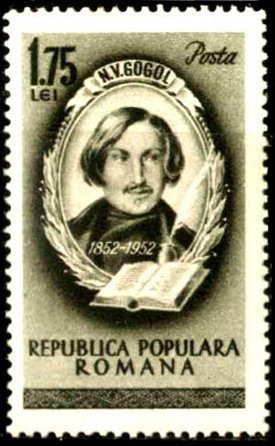
Румыния (1952): 100-летие со дня смерти Н. В. Гоголя (Sc #880)
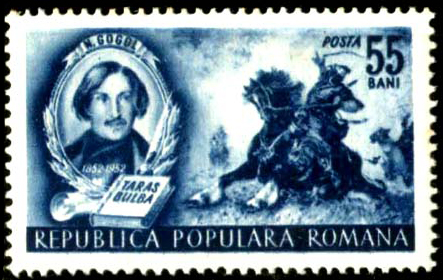
То же. «Тарас Бульба» (Sc #879)
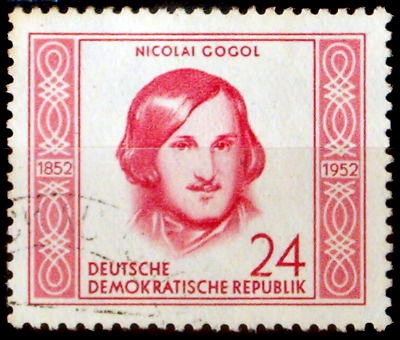
ГДР (1952): то же (Mi #313)